# Standerton
Standerton è un centro abitato del Sudafrica, situato nella provincia dello Mpumalanga.